# 笹目通り
笹目通り（ささめどおり）は、東京都練馬区から埼玉県和光市を経て東京都板橋区に至る道路の通称である。

## 概要
開通当時は埼玉県戸田市大字笹目を通っていたが、のちの住居表示で笹目と笹目南町になったため、現在は笹目を通らないにもかかわらず笹目通りという名称になっている。
環八南田中交差点-谷原交差点（目白通り交点）間は、環八通りと同様に関越自動車道、東京外環自動車道（大泉IC以南は現在も未開通）との連絡道路としても機能しているため、交通量が多く渋滞が起こりやすい区間となっている。

## 構成路線
- 東京都道443号南田中町旭町線
環八南田中交差点 - 土支田交差点
- 東京都道・埼玉県道68号練馬川口線
土支田交差点 - 三園浄水場前交差点 - 笹目橋交差点

なお、東京都道447号赤羽西台線の三園二丁目交差点-三園浄水場前交差点間（いずれも東京都板橋区）は高島通りと定められているが、道路標識でも笹目通りと案内されている例がある。

## 都市計画
東京都内についてはおおむね東京都市計画道路補助第134号線、埼玉県内については和光都市計画道路3・4・3号に該当する。

## 歴史
かつては白子村から白子川の北岸を通り芝宮の渡しで荒川を越えて笹目村に至る往来があった。1964年東京オリンピックにおいて戸田漕艇場がボートレース会場になったため、放射第7号線（目白通り）を谷原まで整備しそこから戸田までを結ぶ道路として整備された。そのため「オリンピック道路」とも呼ばれていた。一方、谷原から下井草を結ぶ往来も古くからあるが、こちらの整備は1980年頃に環状八号線の整備に合わせて進められた。環状八号線の練馬中央陸橋方面への整備は2006年まで遅れたため、練馬区の区間では笹目通りも「環八」と呼ばれることも多かった。
- 1983年（昭和58年）11月1日 - 谷原交差点が立体交差となり補助134号線の谷原以南が開通[1]
- 1984年（昭和59年）5月1日 - 笹目通りの通称が設定される[2]
- 1987年（昭和62年）12月10日 - 西武池袋線の踏切が立体交差に[3]